# Copestylum subrostratum
Copestylum subrostratum är en tvåvingeart som först beskrevs av Camillo Rondani 1848.  Copestylum subrostratum ingår i släktet Copestylum och familjen blomflugor. Inga underarter finns listade i Catalogue of Life.